# Lucio Passieno Rufo
Lucio Passieno Rufo (in latino Lucius Passienus Rufus; fl. I secolo a.C.-I secolo) è stato un politico romano.

## Biografia
Homo novus, figlio di un retore, Lucio Passieno Rufo diventò console nel 4 a.C. Qualche anno dopo la fine del suo mandato fu nominato proconsole d'Africa intorno al 3 dall'imperatore Augusto e durante tale incarico condusse con successo una campagna militare contro Getuli e Musulami, guadagnandosi gli ornamenta triumphalia. Passieno Rufo fu anche il padre di Gaio Sallustio Passieno Crispo, successivamente adottato da Gaio Sallustio Crispo, a sua volta figlio adottivo dello storico Gaio Sallustio Crispo.